# Eciton amazona
Eciton amazona é uma espécie de formiga do gênero Eciton.